# Coleoxestia nigropicea
Coleoxestia nigropicea là một loài bọ cánh cứng trong họ Cerambycidae.